# Pterolophia simulata
Pterolophia simulata är en skalbaggsart som beskrevs av Charles Joseph Gahan 1907. Pterolophia simulata ingår i släktet Pterolophia och familjen långhorningar. Inga underarter finns listade i Catalogue of Life.